# Francisco Gonçalves de Miranda
Francisco Gonçalves de Miranda (? — ?) foi um político brasileiro. Foi eleito deputado estadual à 21ª Legislatura da Assembleia Legislativa do Rio Grande do Sul, de 1891 a 1895.

Nasceu em São Borja, Rio Grande do Sul em 2 de abril de 1852, filho de um comerciante e um dos fundadores da cidade, o português Manoel Gonçalves de Miranda. Foi advogado, jornalista, político, em 1882, fundou o primeiro clube republicano do Brasil, e um dos autores do célebre "Plebiscito" de 13 de Janeiro de 1888, em que a Câmara Municipal de São Borja provocava um pronunciamento nacional no sentido de saber se era conveniente aos interesses do Brasil, caso faltasse o Imperador, já enfermo, ser governado por uma princesa consorciada com um príncipe estrangeiro. Este documento histórico considerado por Silva Jardim, em suas memórias, como a primeira manifestação positiva das ideias republicanas no Brasil, valeu a Francisco Miranda, Aparício Mariense, Alvaro Batista e outros vereadores que o subscreveram, um processo e muitas perseguições. Vereador, deputado eleito em 1891 à Assembleia Constituinte, lutando por uma Constituição liberal e democrática. Fundador do jornal A República, colaborador do jornal Correio do Povo. Quando funcionário da Imprensa Nacional, no Rio de Janeiro, foi autor da obra História da Imprensa Nacional.